# Centro de Memória Ferroviária de Campos do Jordão
O Centro de Memória Ferroviária da Estrada de Ferro Campos do Jordão (EFCJ), é um museu, de acesso livre, instalado na antiga estação de Emílio Ribas, na região do parque Capivari em Campos do Jordão. Ele reconta a história da Estrada, com diversos materiais históricos da ferrovia em exposição permanente.

## História
O Centro de Memória Ferroviária fica dentro do prédio da antiga estação Emílio Ribas, inaugurada em 1924 com a eletrificação da ferrovia. Originalmente com o nome de Campos do Jordão, fica a 4 km do antigo terminal da linha: Abernéssia, no centro comercial da cidade; foi renomeada em 1932, em homenagem ao sanitarista, um dos fundadores da EFCJ. Foi o terminal da linha até 1984, quando a alguns metros de distância inaugurou-se o novo prédio, em estilo alpino, da estação Capivari, que pouco depois seria também renomeada para Emílio Ribas. Passou por anos de abandono, antes de ser reformada, nos anos 2010, para dar lugar ao atual Centro de Memória.

## Acervo

### Caracterização
O material à disposição no acervo é composto majoritariamente de ferramentas e equipamentos diversos usados no cotidiano da EFCJ, contando ainda com um exemplar de material rodante. Também estão disponíveis alguns documentos originais da Estrada, como seu regulamento de tráfego e regulamento do serviço telefônico, além de uma maquete feita pelos funcionários da empresa. Os equipamentos se dividem em materiais de escritório e materiais de operação e manutenção.

#### Material rodante
No centro do museu, está em exposição estática o veículo que há mais tempo está com a EFCJ, sua automotriz a gasolina original, fabricada em 1917 com partes mecânicas aproveitadas de um automóvel Berliet, mas modernizada em 1922 com motorização Mercedes-Benz, o qual mantém até hoje. Operou até 1926 no trecho de serra, pouco após a eletrificação da ferrovia, sendo posteriormente realocada ao serviço de subúrbios, onde ficou até 1956. Foi então alocada como veículo de manutenção, operando como tal até a década de 1960, quando foi encostada. Após sua paralisação, passou a ficar exposta aos visitantes do Morro do Elefante, de onde saiu em 1994, para reforma de suas peças pela Mercedes-Benz. Foi novamente posta em operação, em um pequeno circuito turístico no Horto do município de Campos do Jordão. Em 2016, com a abertura do centro de memória ferroviária, foi levada para lá, onde permanece até hoje.

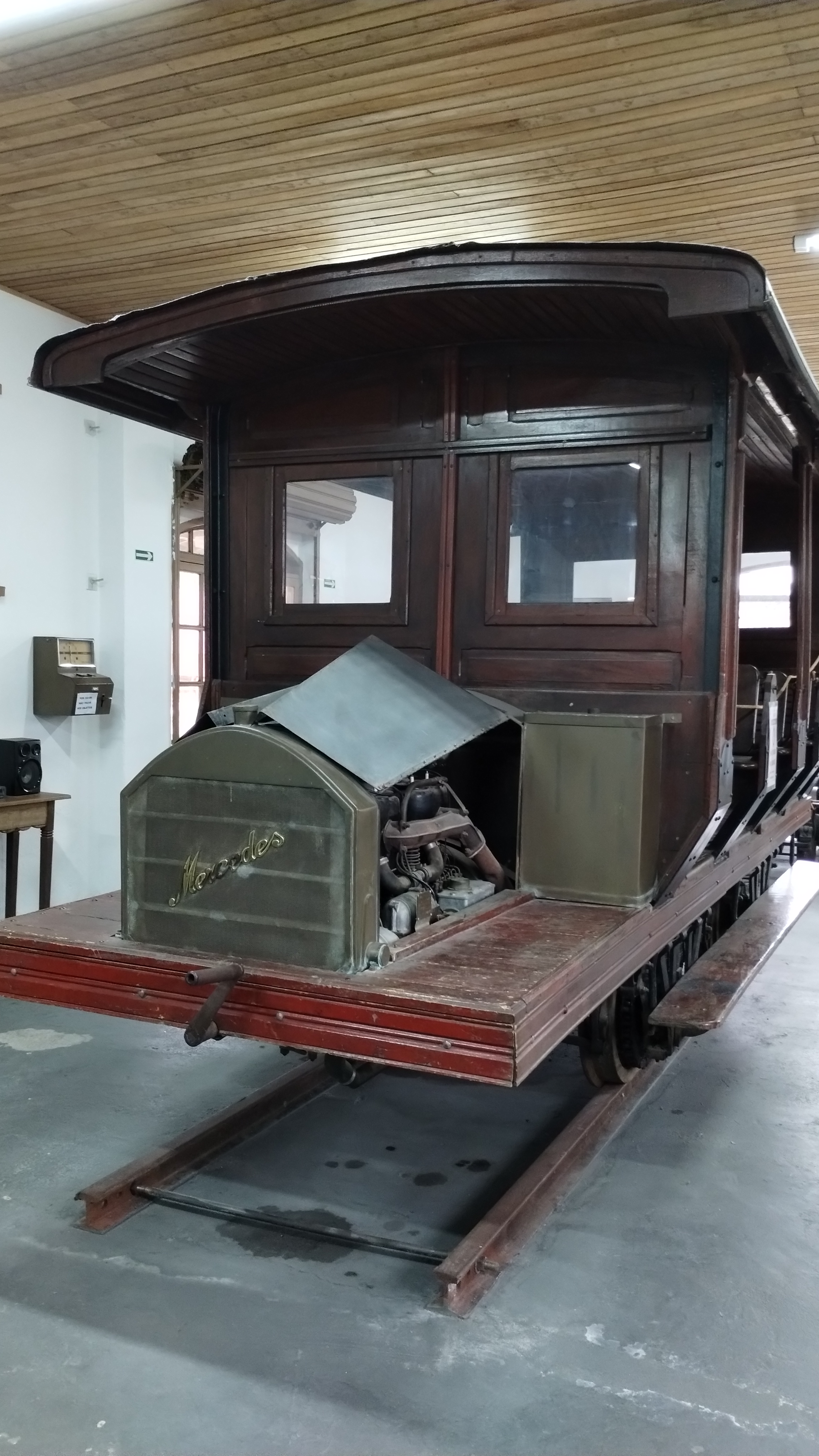
A automotriz, no centro do museu.
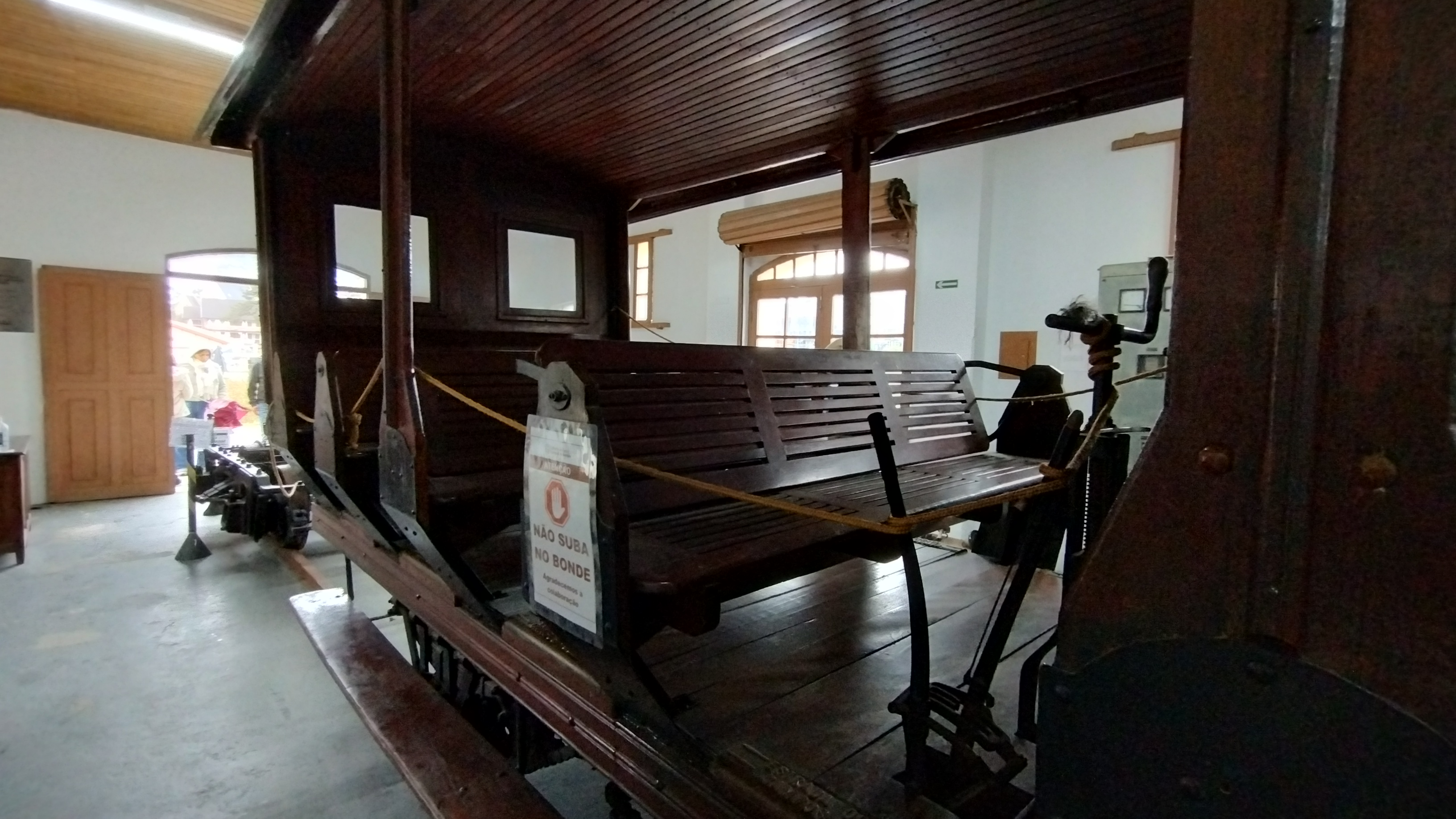
Detalhe dos bancos da automotriz.
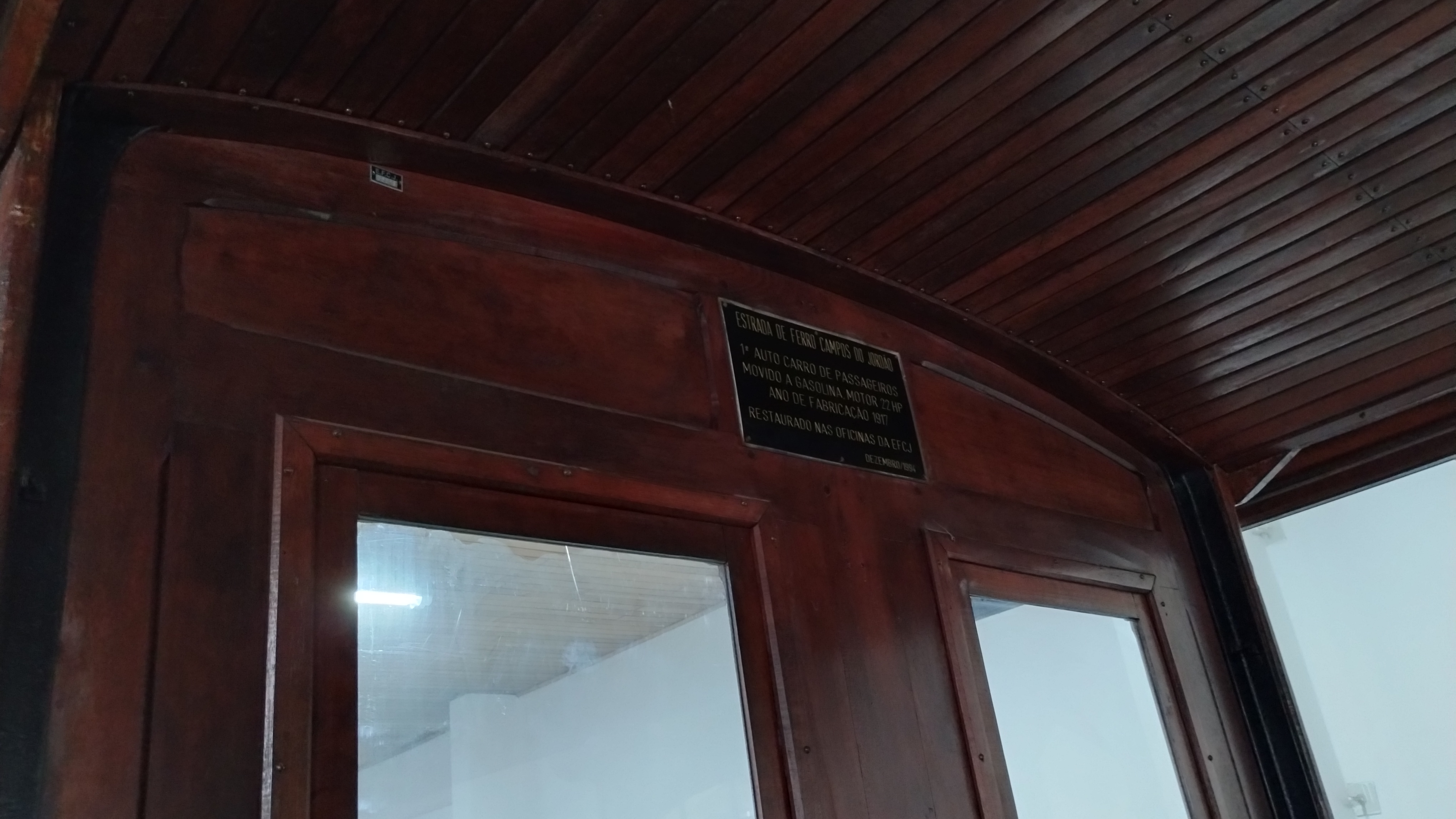
Placa de inauguração e reforma.
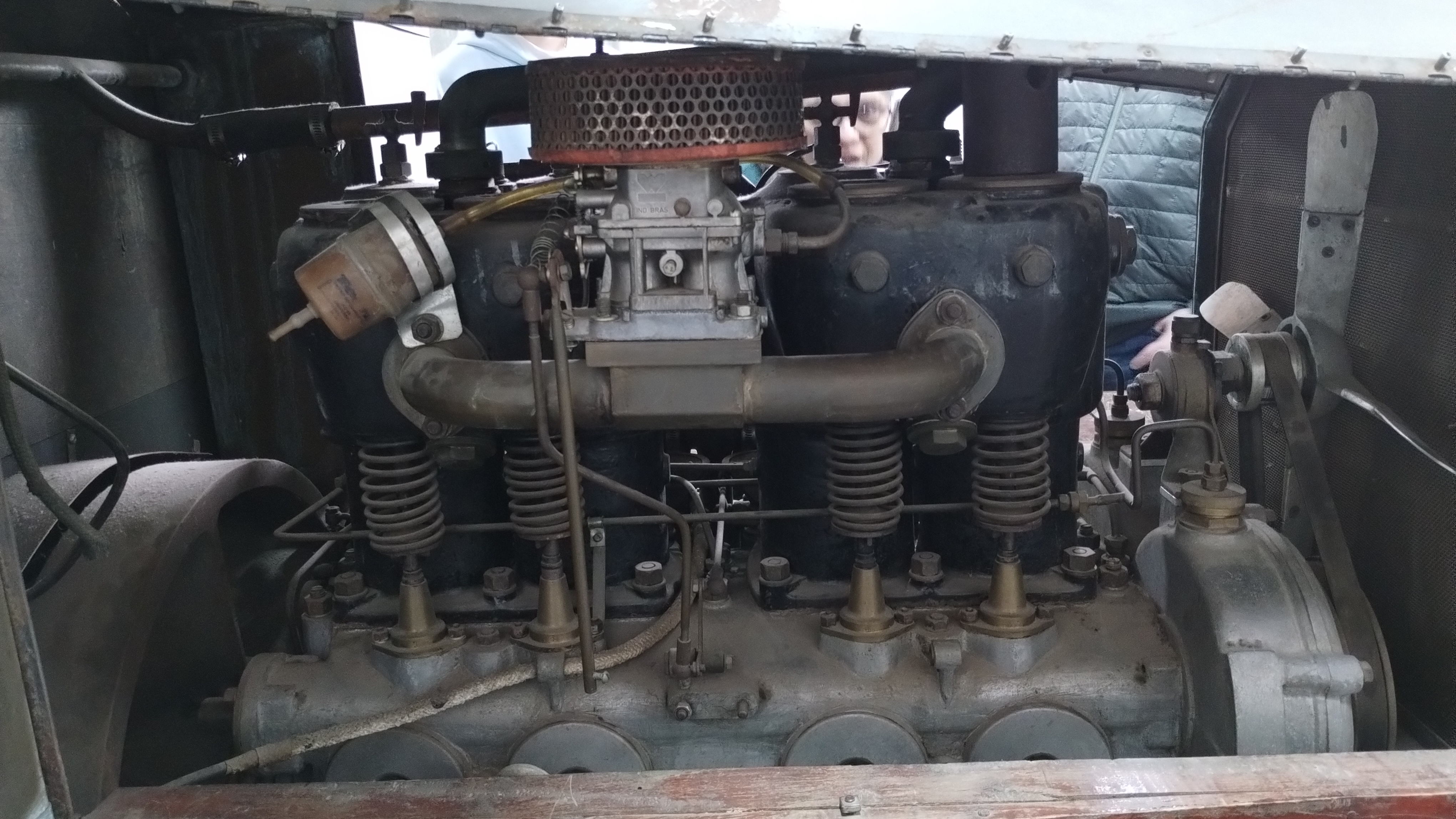
Motor da automotriz.
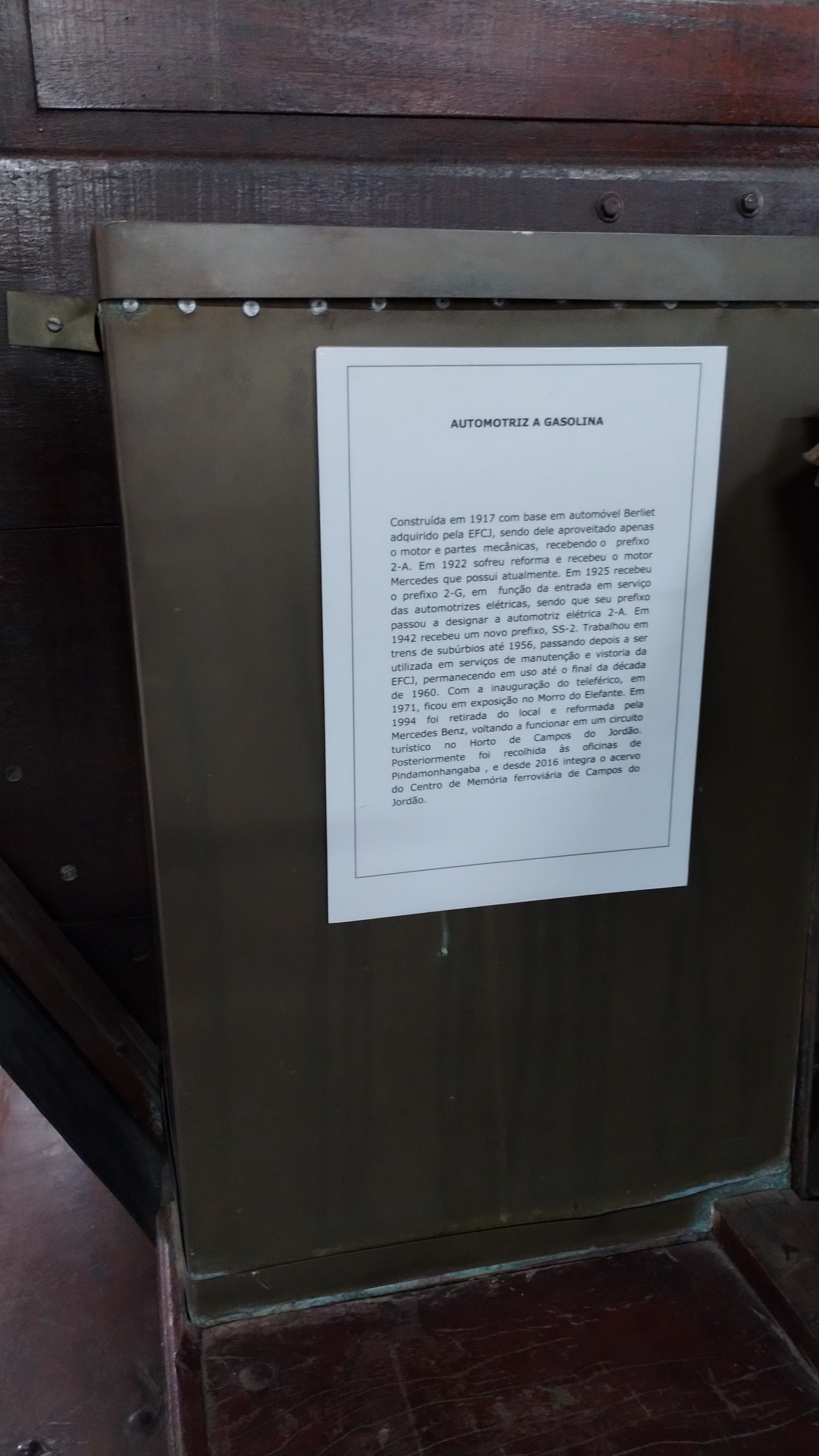
Placa descrevendo a história do veículo.

#### Material de escritório
No museu, estão também expostos diversos materiais usados nos escritórios administrativos da ferrovia, como mobiliário, máquinas de escrever e calcular, telefones, pesos de papel e carimbos.

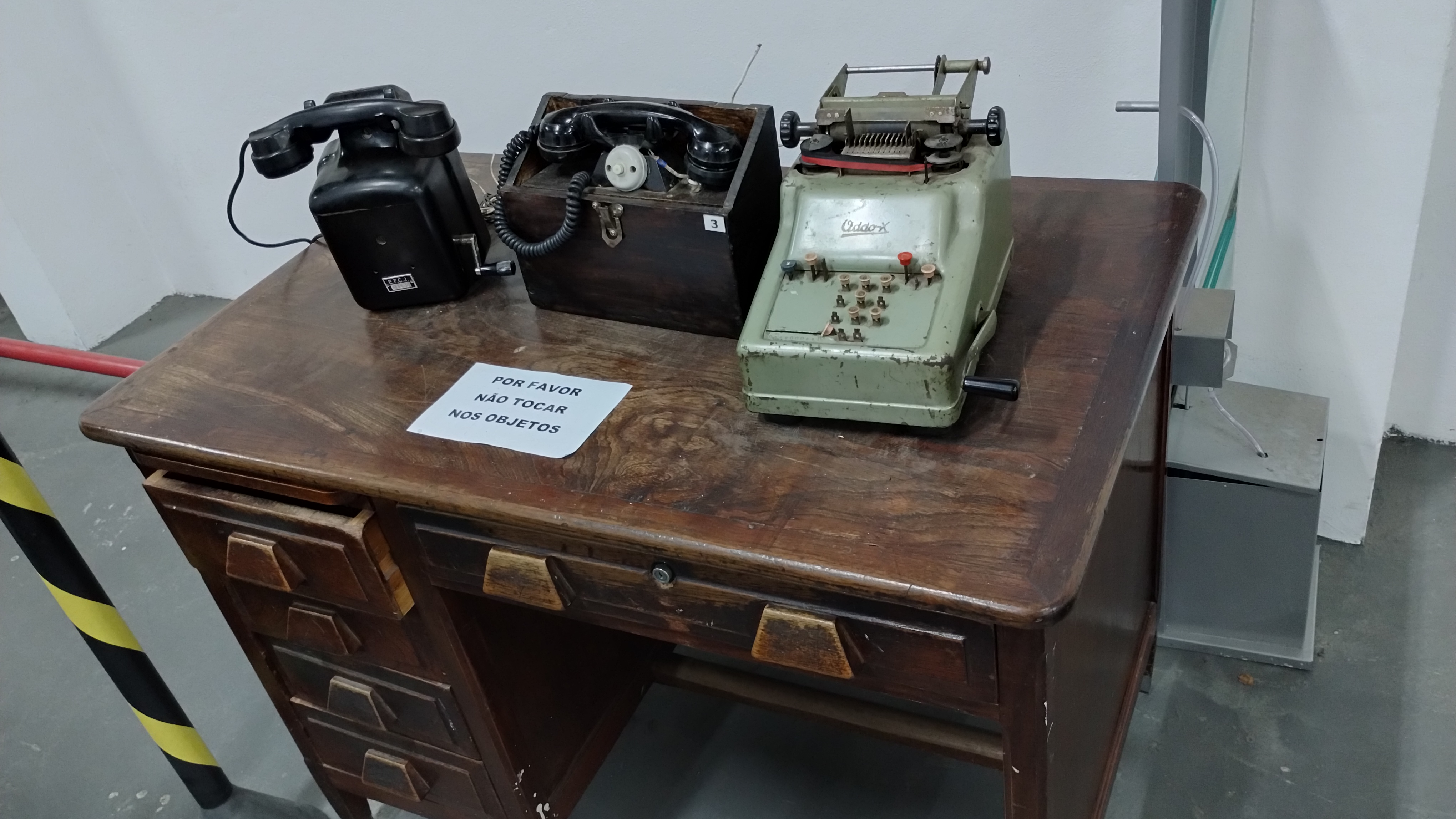
Telefone e máquinas de calcular.
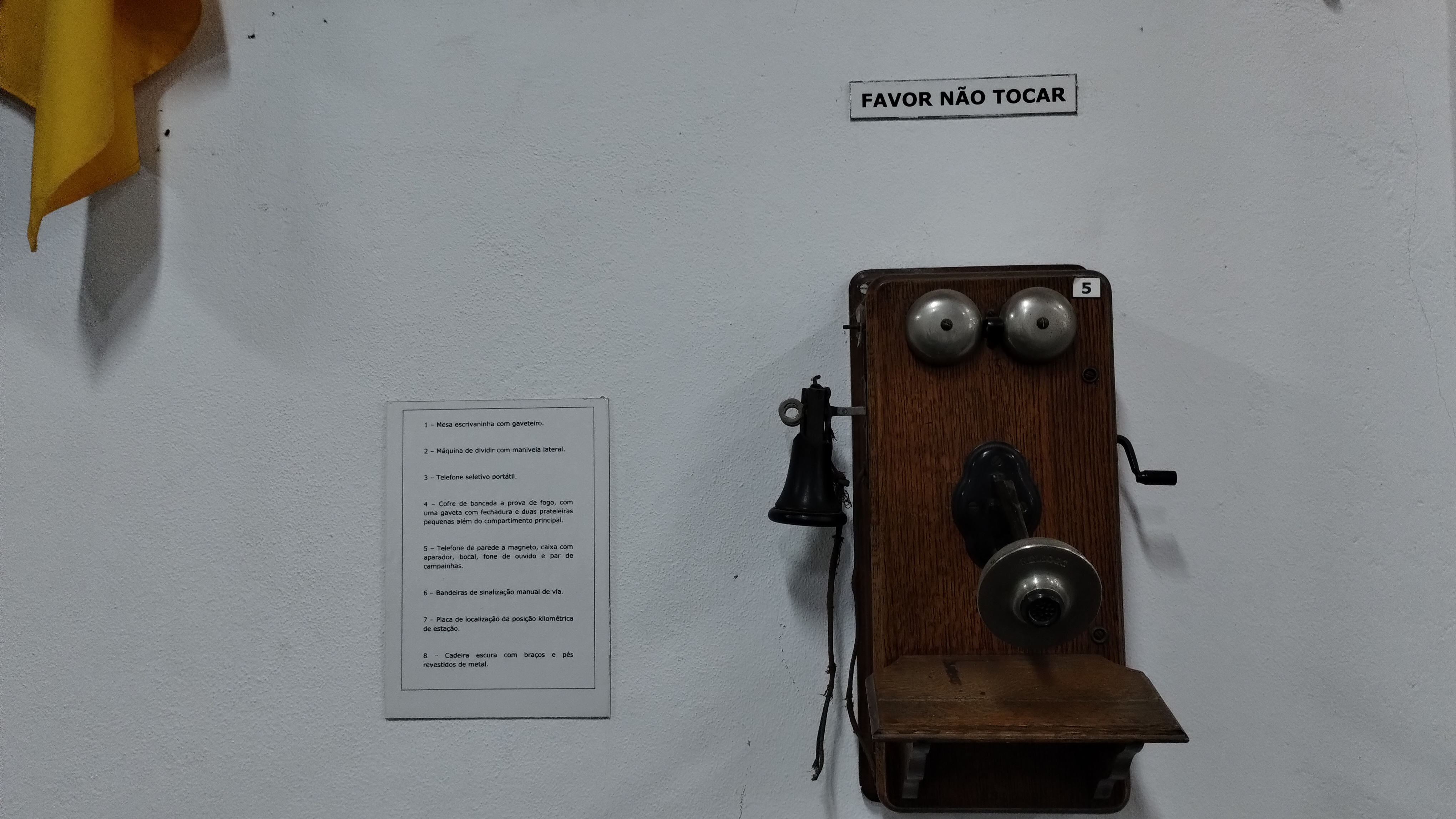
Telefone de parede.
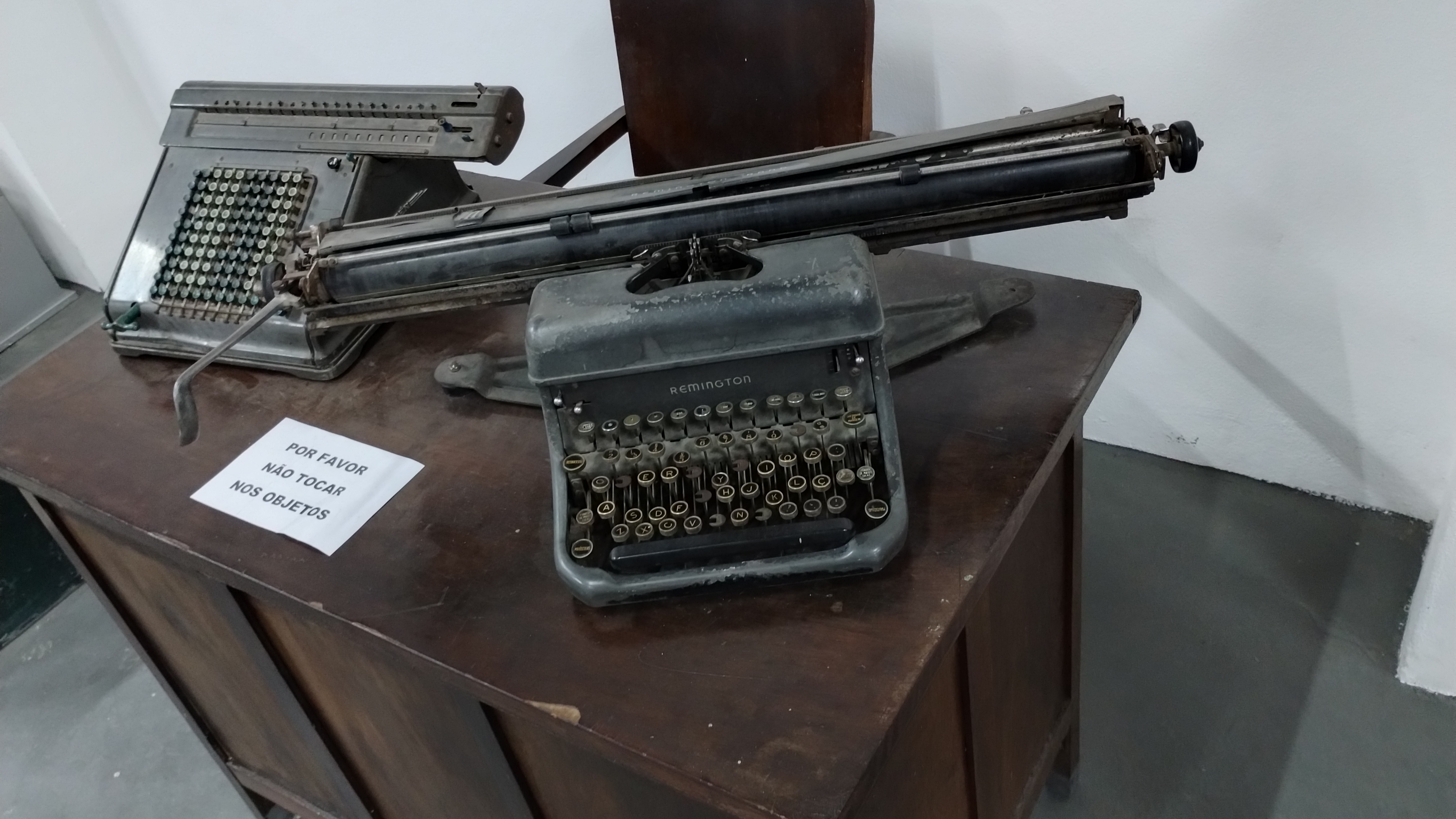
Máquinas de escrever e calcular.
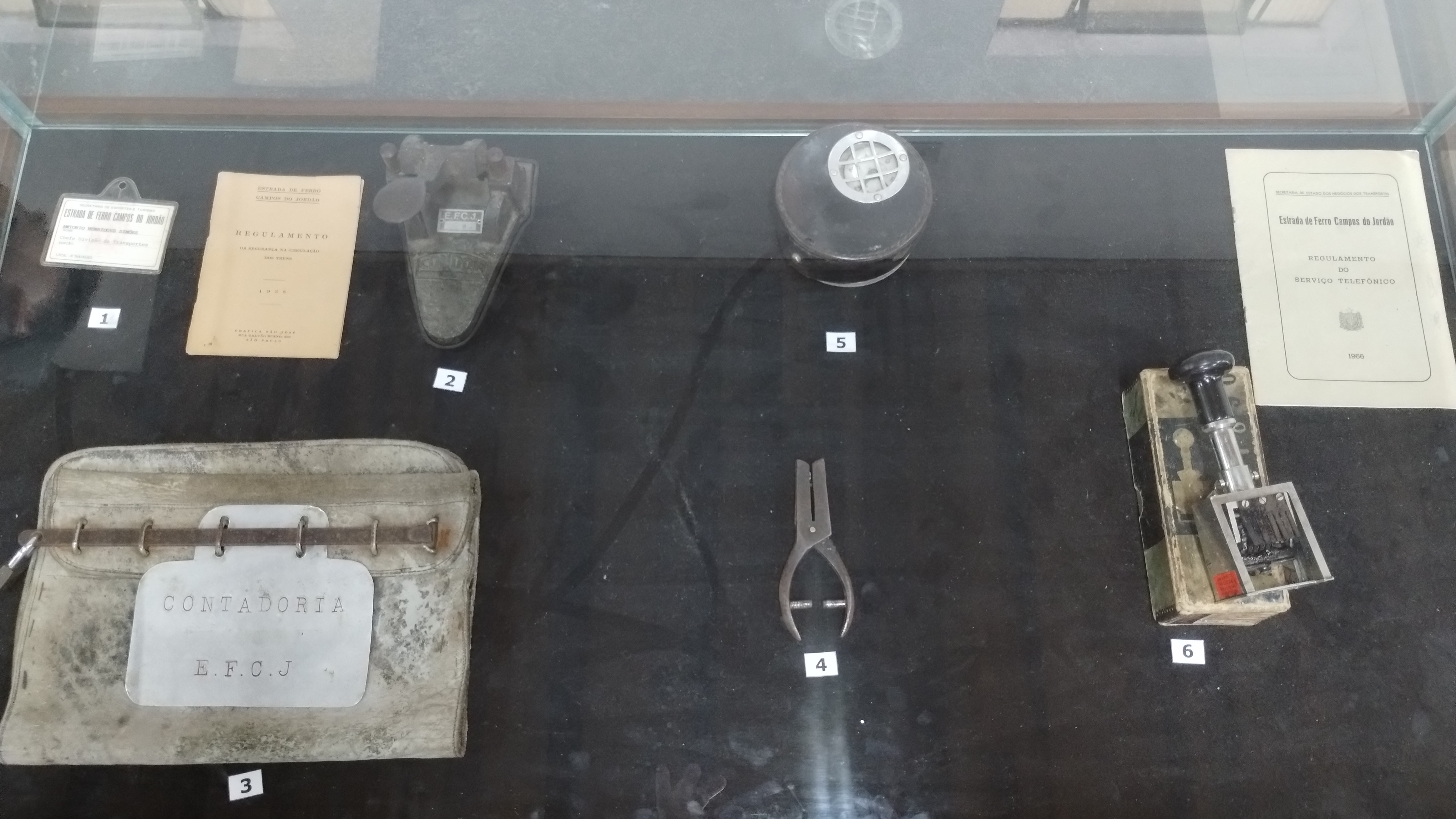
Materiais diversos de escritório.

#### Material de operação e manutenção
O Centro de Memória conta também com materiais e equipamentos usados na operação e manutenção da ferrovia, como martelos, pedaços de trilho, balanças, tirefões, placas, um truque ferroviário, uma catraca, bandeiras de sinalização, o controller da gôndola G3 e a carcaça de uma antiga cabine elétrica da subestação de Santo Antônio do Pinhal.

Também está exposto um banco do teleférico original do Morro do Elefante, o primeiro teleférico do Brasil, construído e operado pela EFCJ de junho de 1970 até 2021, quando de sua concessão e reforma.

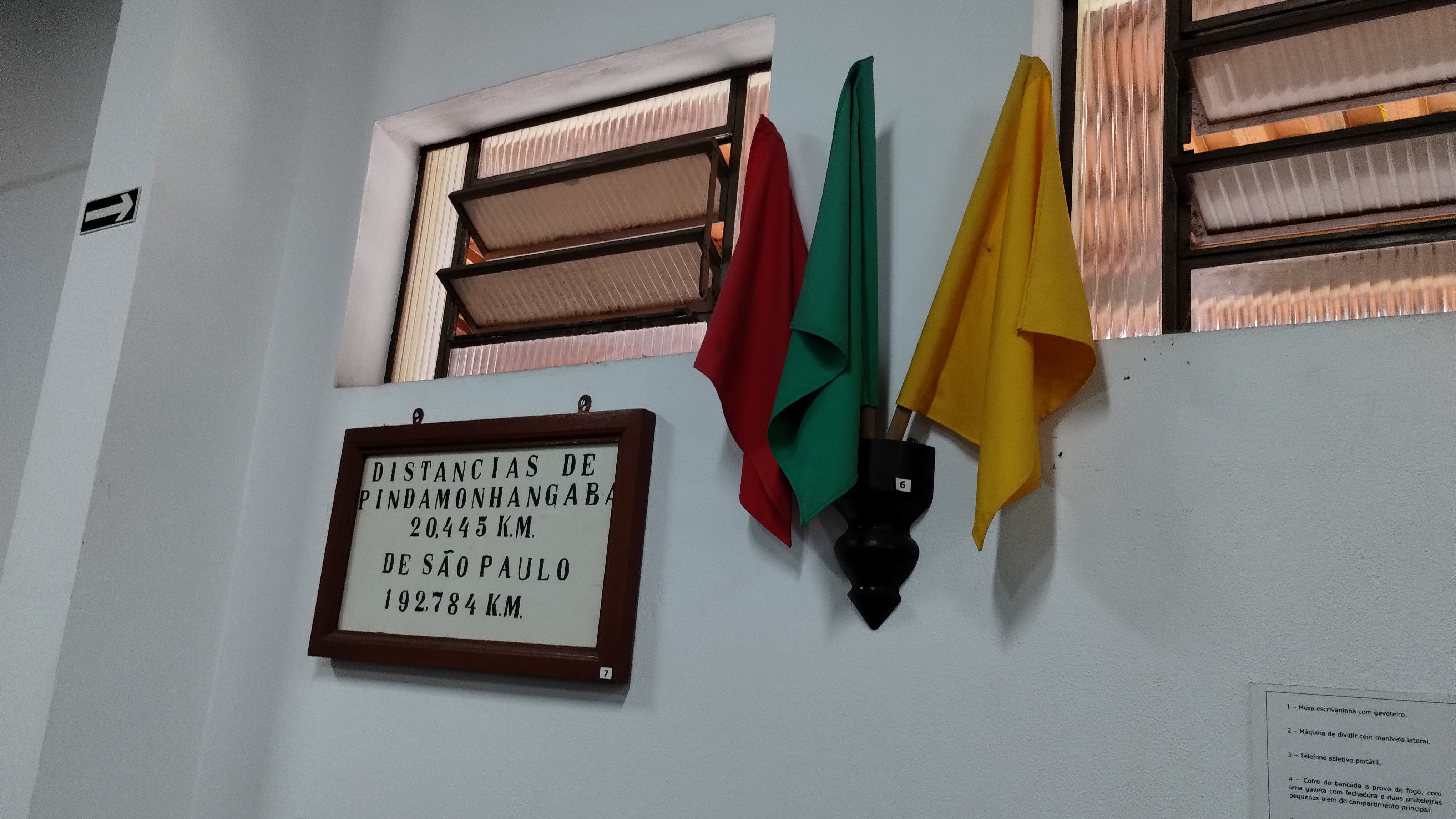
Bandeiras de sinalização.
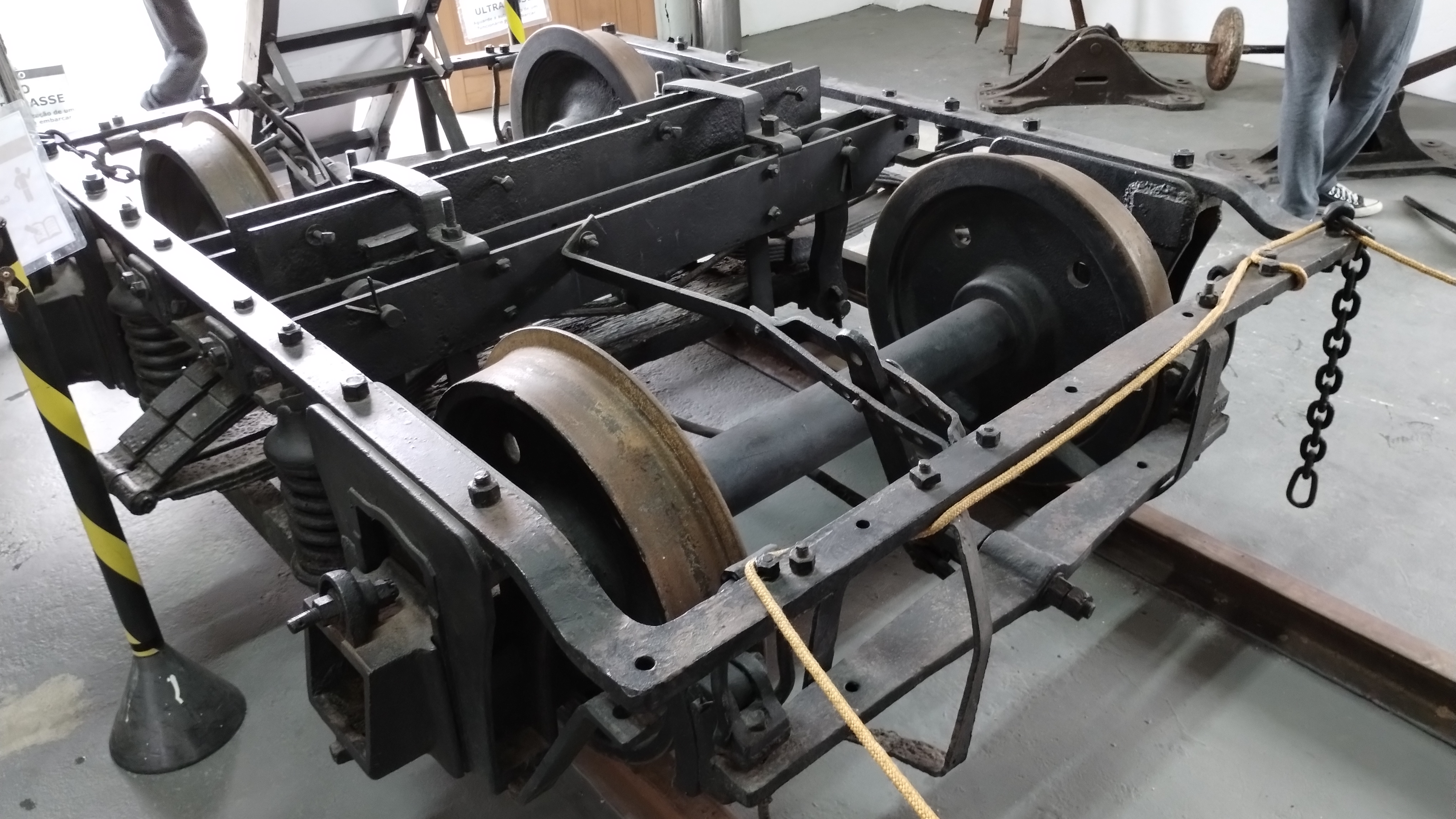
Truque ferroviário.
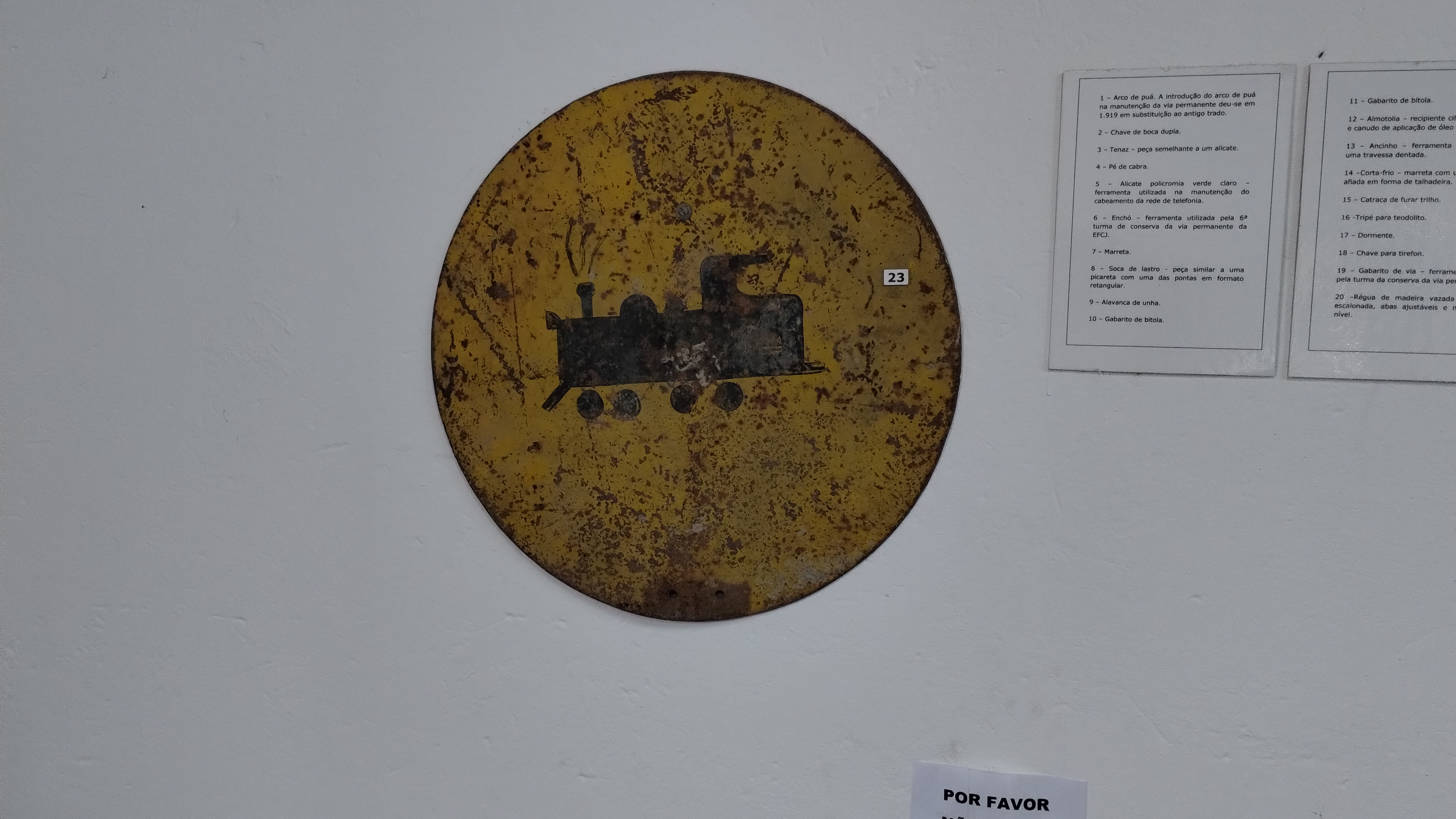
Placa denotando presença de Passagem em Nível (PN).
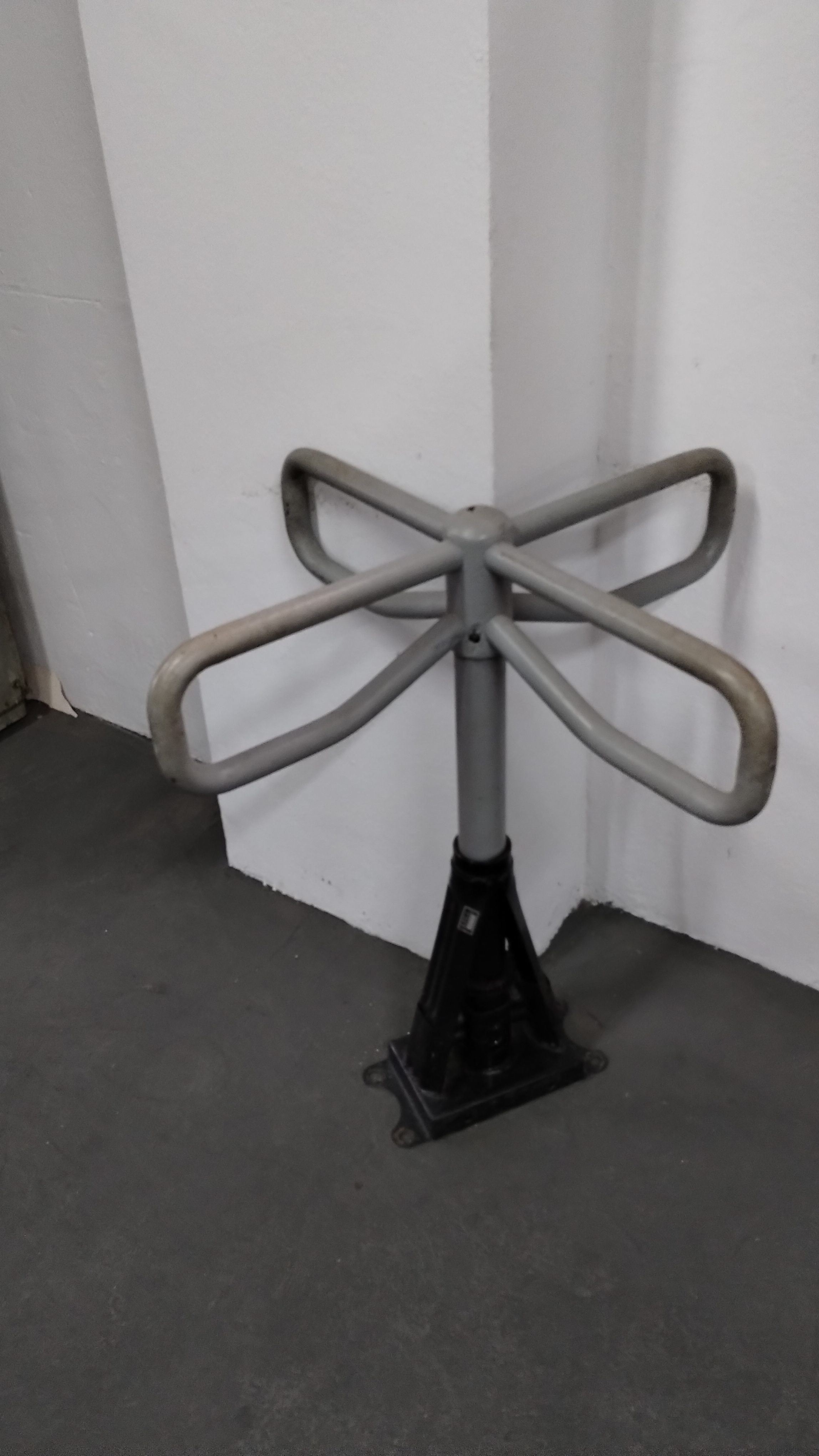
Catraca.
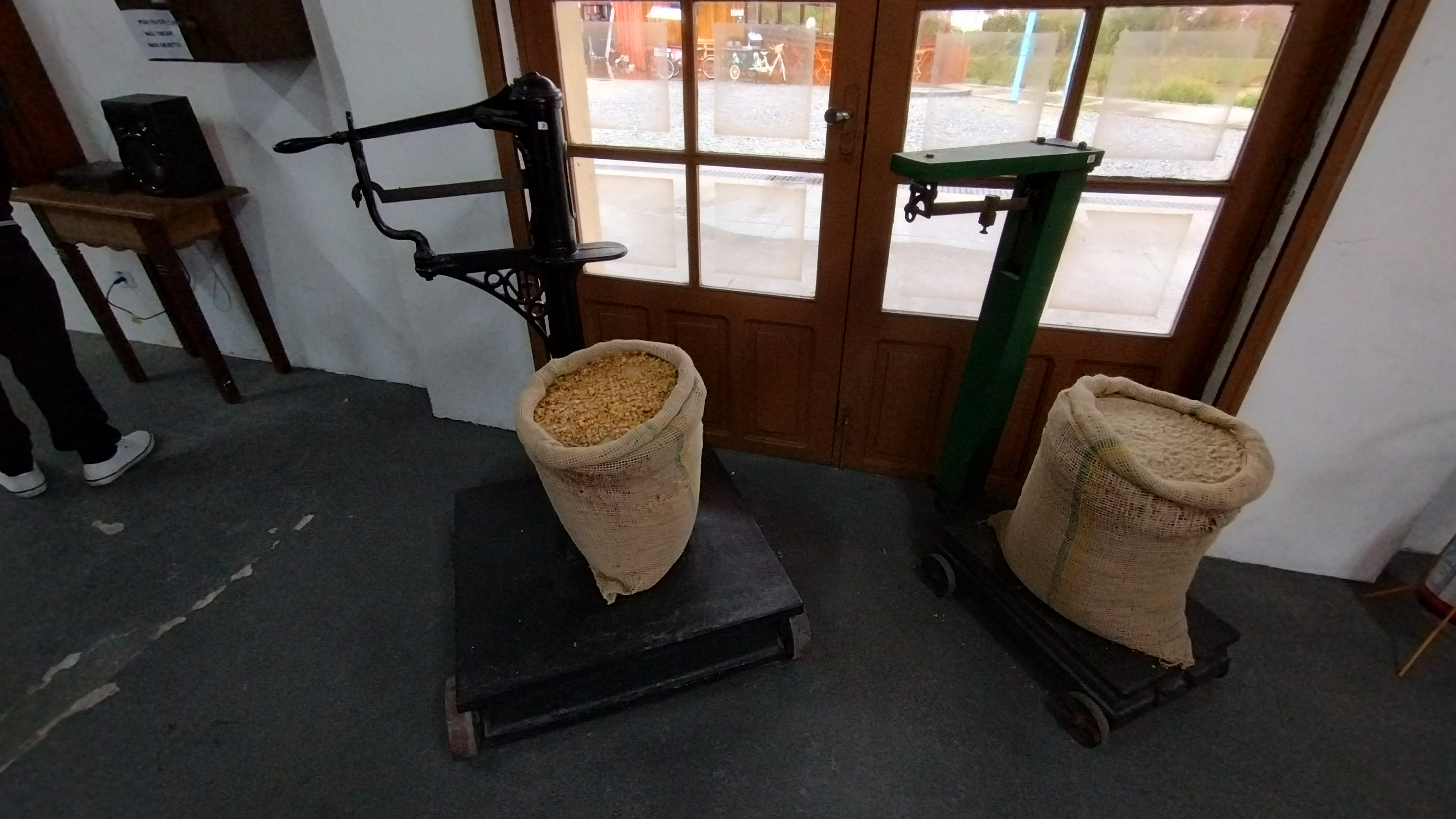
Balanças de mercadorias.
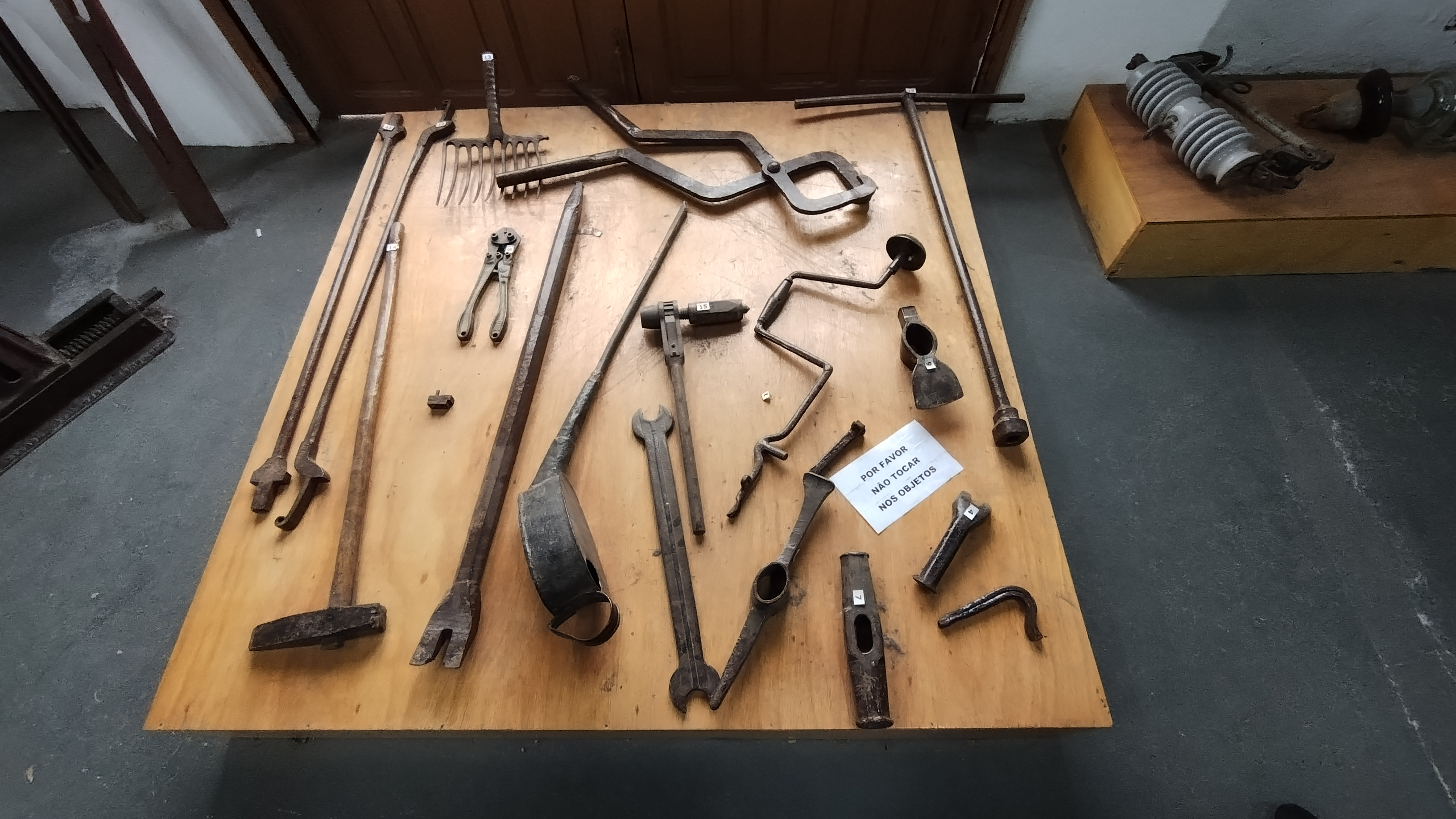
Ferramentas diversas.
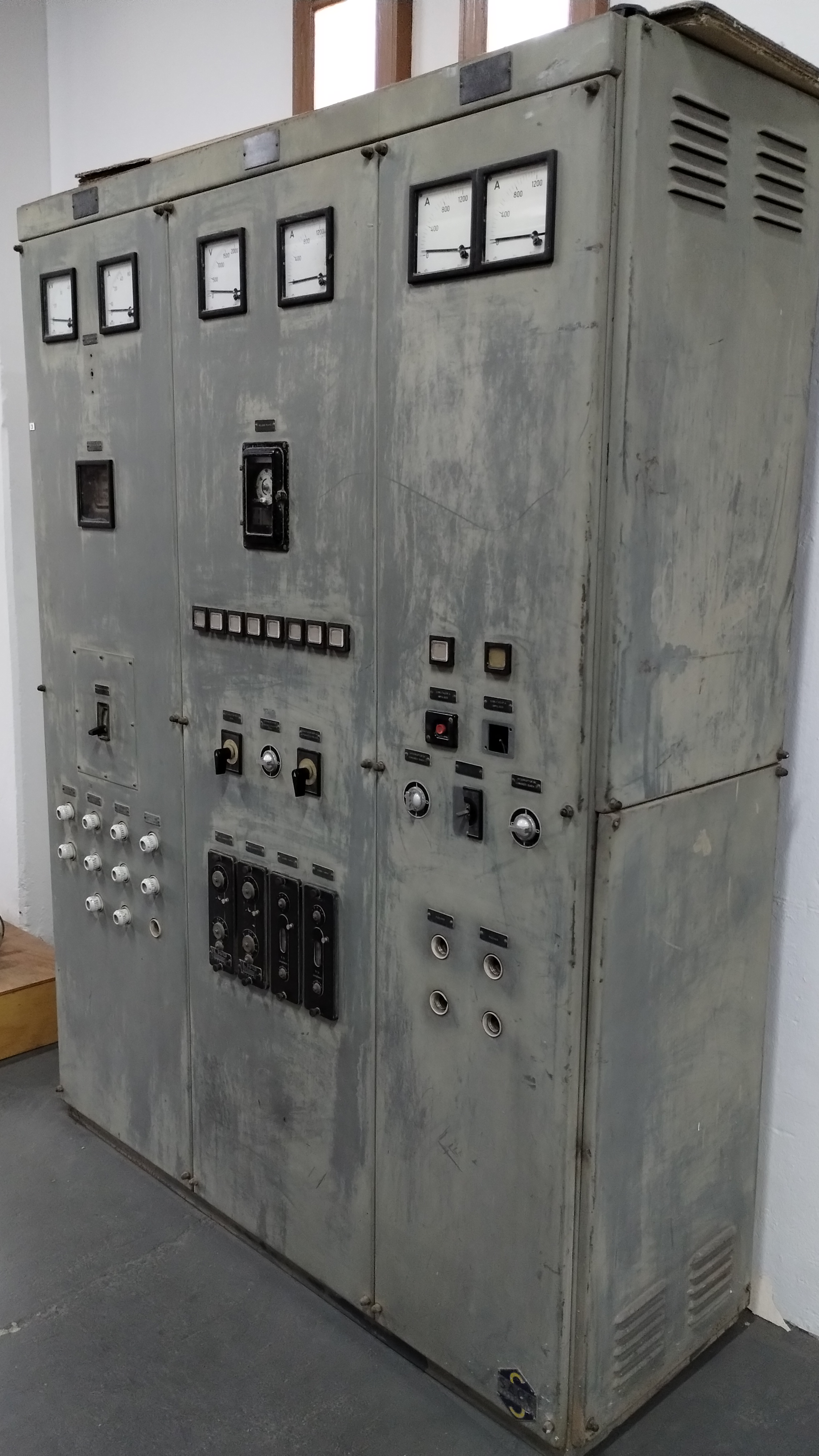
Cabina elétrica da subestação de Santo Antônio do Pinhal.
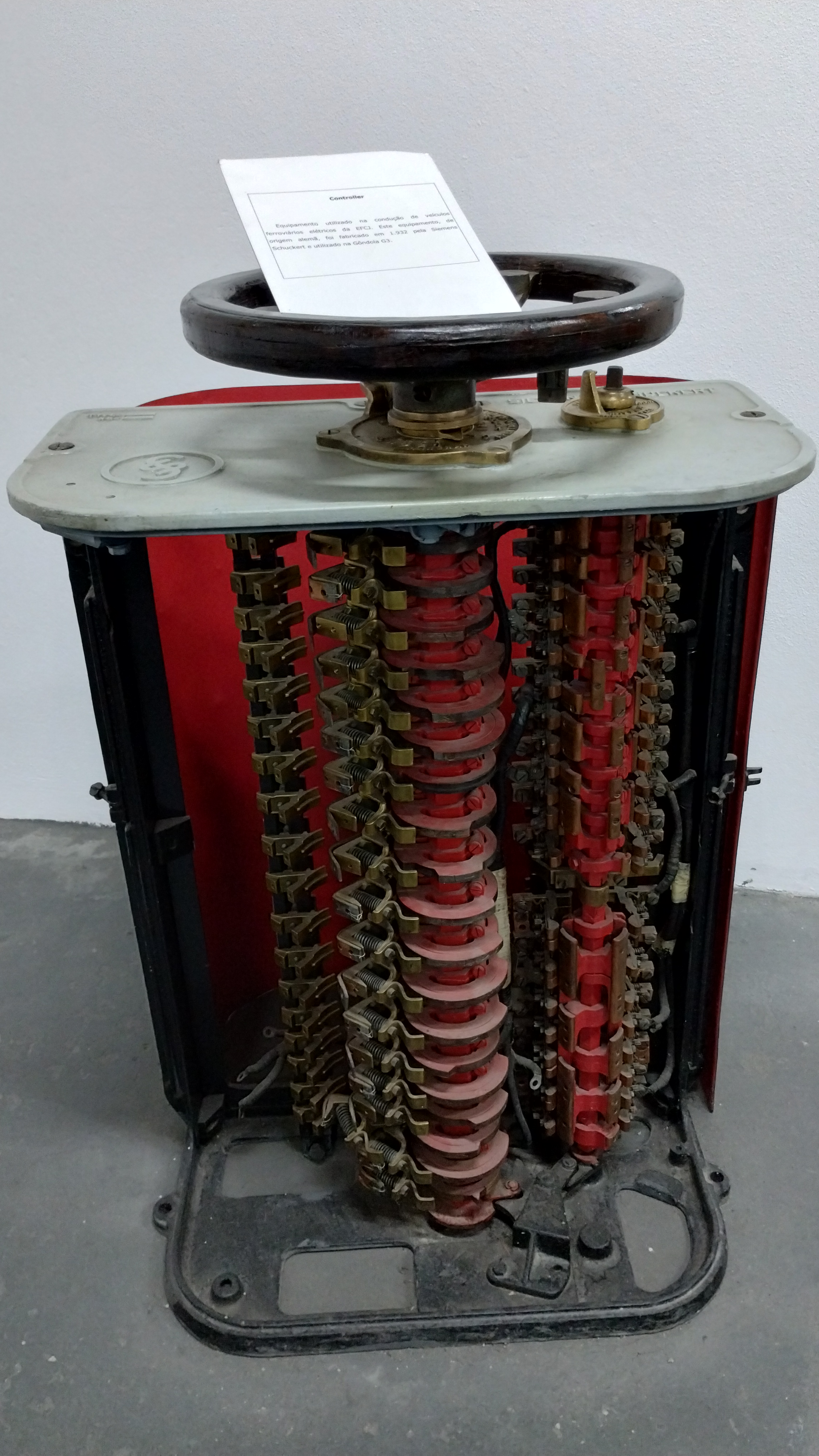
Controller da gôndola G3.
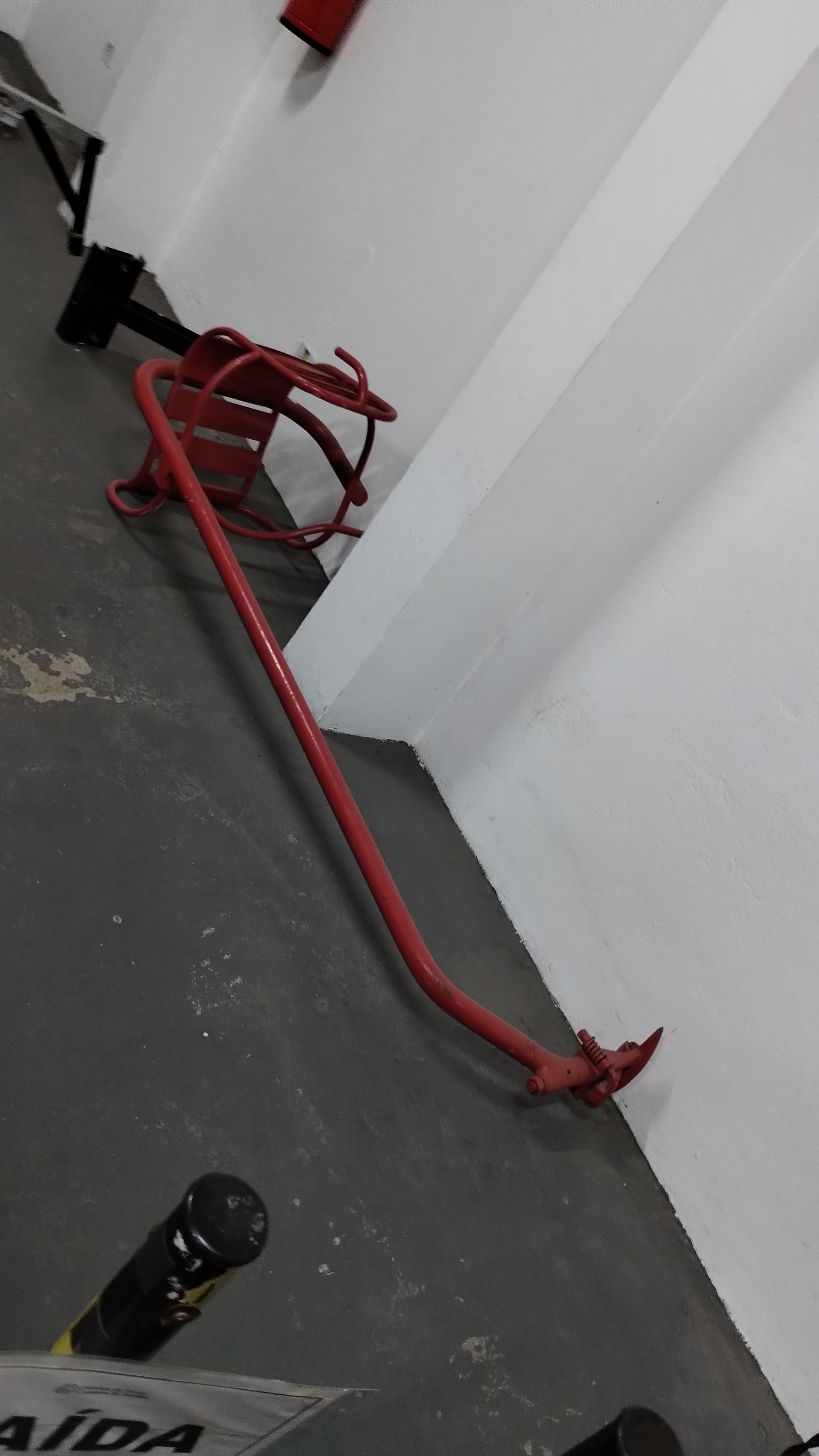
Banco do primeiro teleférico do Brasil.

#### Maquete, galeria e documentação histórica
Por fim, no museu há também uma maquete ferroviária, construída pelos funcionários da EFCJ em meados de 1940, além de galerias de fotografias da ferrovia. Também há placas explicando a história da Estrada, documentos históricos de sua construção e operação e documentos dedicados à história de Emílio Ribas, patrono da Estrada.

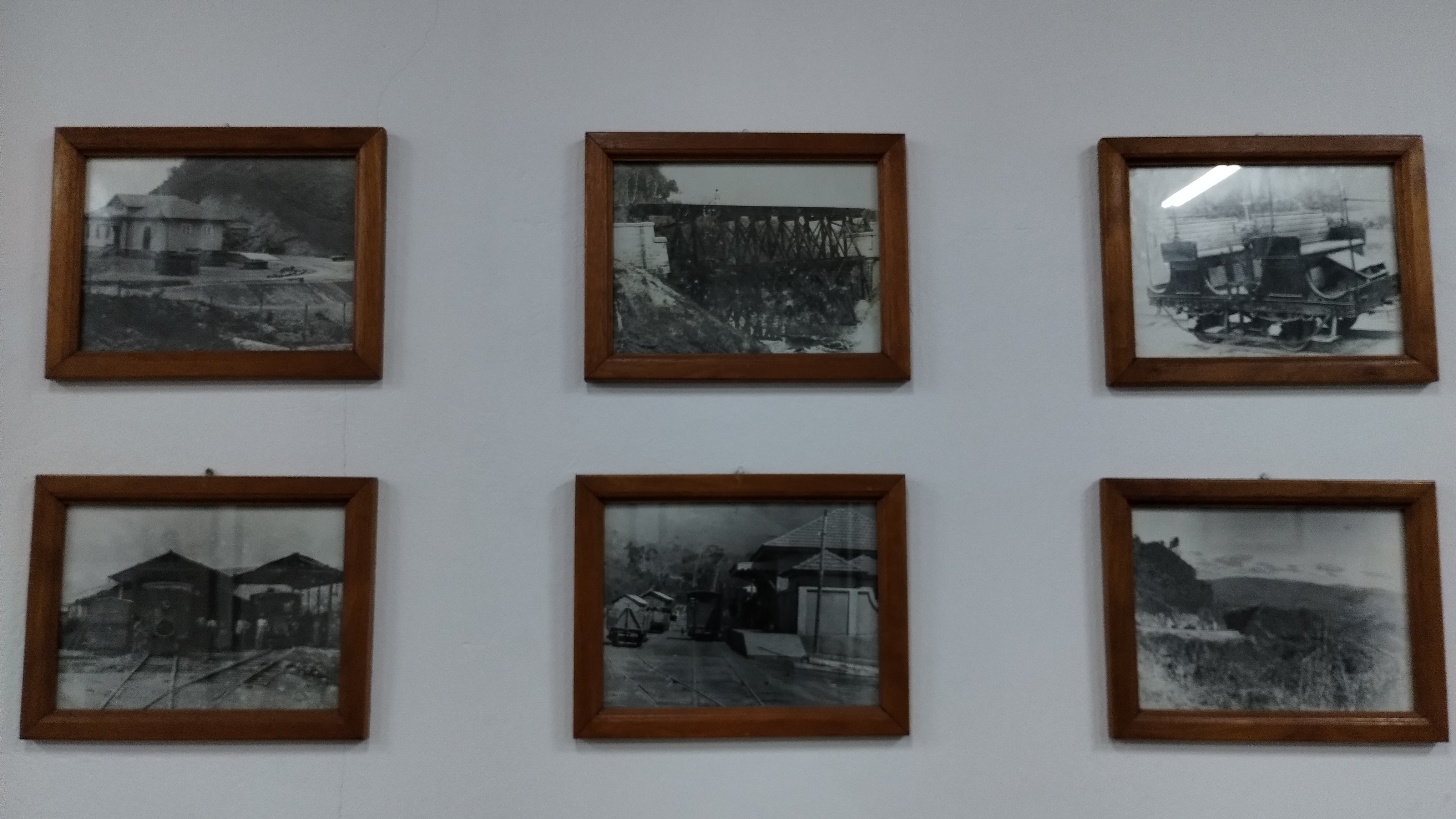
Pedaço da galeria de imagens nas paredes do museu.
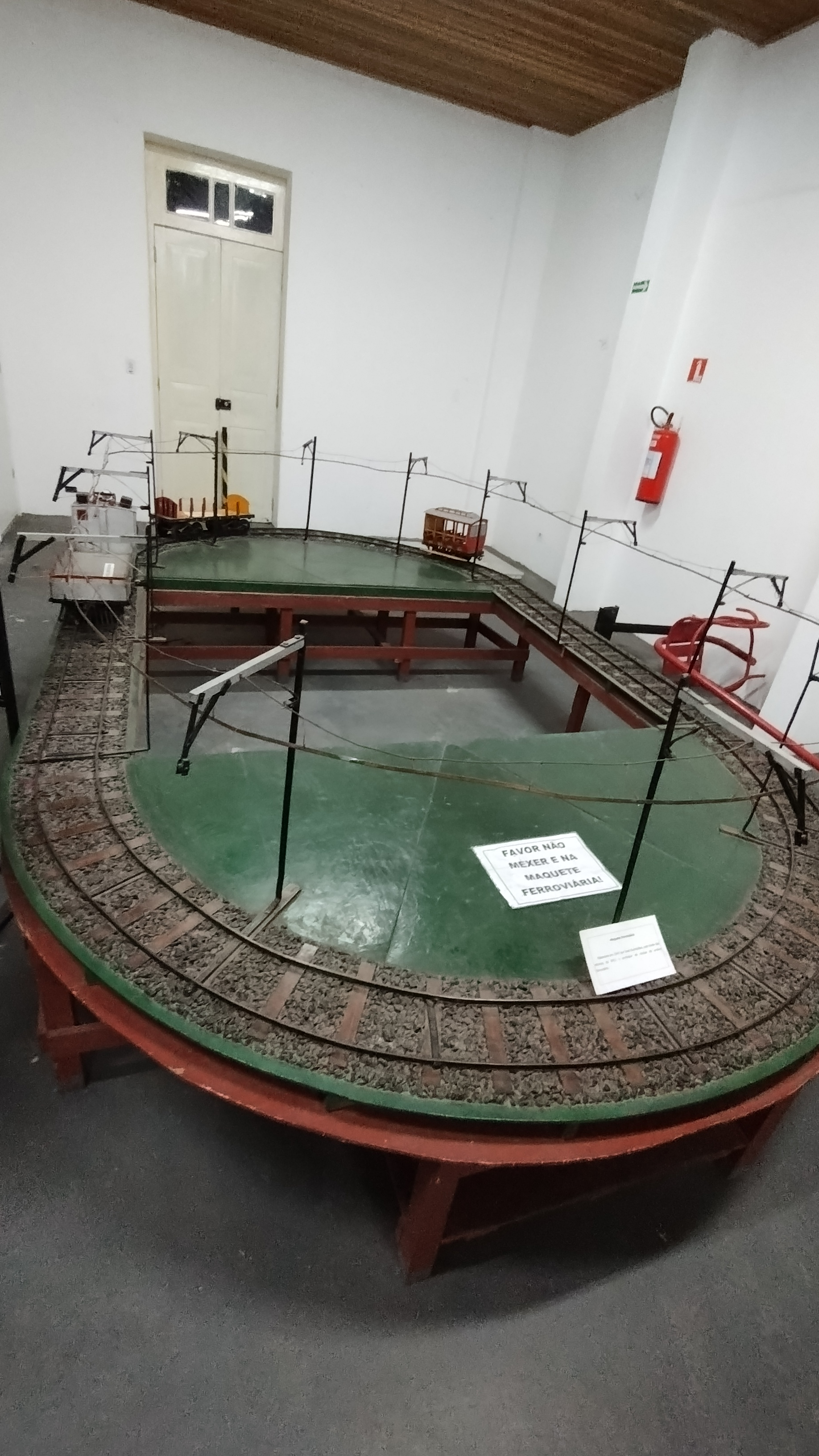
Maquete ferroviária.
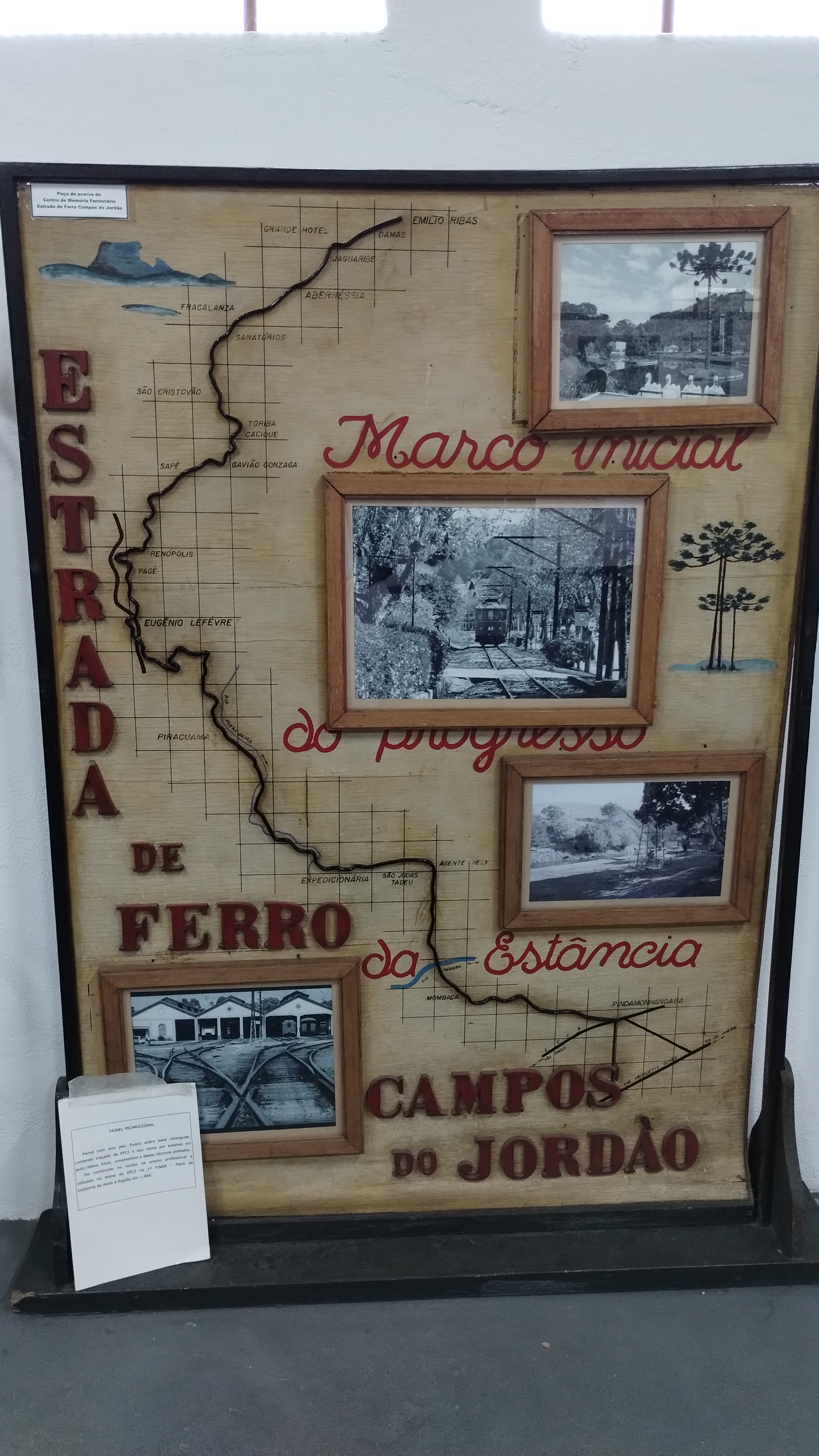
Diagrama esquemático da construção da EFCJ.
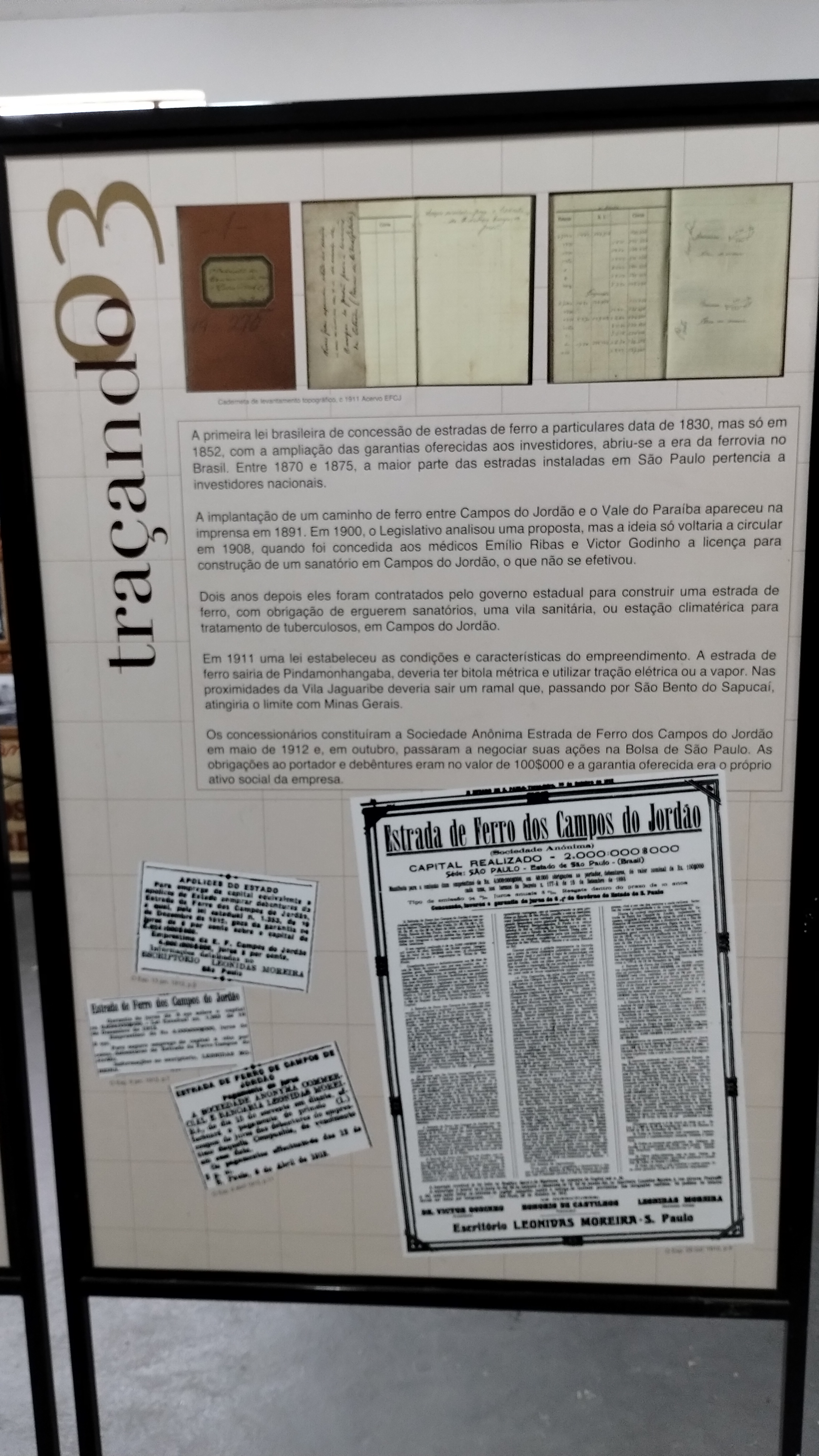
Exemplo das placas descrevendo a história da Estrada. São 15, ao todo.